# Long Island Rail Road
A Long Island Rail Road (em português:  Estrada de Ferro de Long Island), comumente abreviada como LIRR, é um sistema ferroviário suburbano na parte mais ao sul do estado americano de Nova Iorque, se estendendo de Manhattan até a ponta leste do condado de Suffolk, em Long Island. Com 354 800 passageiros diários em 2016, é a ferrovia suburbana mais lotada da América do Norte. A LIRR é uma das duas ferrovias suburbanas de propriedade da MTA, com a outra sendo a Metro-North Railroad nos subúrbios ao norte da área de Nova Iorque. Fundada em 1834 e tendo operado continuamente desde então, é a mais antiga ferrovia dos Estados Unidos a operar sob o mesmo nome e o mesmo alvará.
Existem 124 estações e mais de 1 100 km de trilhos distribuídos em suas duas linhas, dois "garfos" e oito ramais principais, com o sistema de transporte de passageiros totalizando 513 km de extensão. Em 2018, o orçamento da LIRR para quitar os gastos era de 1,6 bilhão de dólares, que é conseguida através da cobrança de impostos e venda de passagens.